# 鳩山町
鳩山町（日语：／ Hatoyama machi */?）是日本埼玉縣中部的町，人口約1万8千人。